# Dissangis
Dissangis est une commune française située dans le département de l'Yonne en région Bourgogne-Franche-Comté.

## Géographie
Dissangis est un village situé dans le fond et sur le versant d'un vallon arrosé par plusieurs sources abondantes, qui forment un cours d'eau allant se jeter dans le Serein.

### Climat
Pour des articles plus généraux, voir Climat de la Bourgogne-Franche-Comté et Climat de l'Yonne.
En 2010, le climat de la commune est de type climat océanique dégradé des plaines du Centre et du Nord, selon une étude du Centre national de la recherche scientifique s'appuyant sur une série de données couvrant la période 1971-2000. En 2020, Météo-France publie une typologie des climats de la France métropolitaine dans laquelle la commune est exposée à un climat océanique altéré et est dans la région climatique  Lorraine, plateau de Langres, Morvan, caractérisée par un hiver rude (1,5 °C), des vents modérés et des brouillards fréquents en automne et hiver. 
Pour la période 1971-2000, la température annuelle moyenne est de 10,5 °C, avec une amplitude thermique annuelle de 15,8 °C. Le cumul annuel moyen de précipitations est de 814 mm, avec 12,1 jours de précipitations en janvier et 8 jours en juillet. Pour la période 1991-2020, la température moyenne annuelle observée sur la station météorologique de Météo-France la plus proche, « Noyers_sapc », sur la commune de Noyers à 11 km à vol d'oiseau, est de 11,9 °C et le cumul annuel moyen de précipitations est de 785,9 mm. 
La température maximale relevée sur cette station est de 40,7 °C, atteinte le 24 juillet 2019 ; la température minimale est de −13,4 °C, atteinte le 7 février 2012,,. 
Les paramètres climatiques de la commune ont été estimés pour le milieu du siècle (2041-2070) selon différents scénarios d'émission de gaz à effet de serre à partir des nouvelles projections climatiques de référence DRIAS-2020. Ils sont consultables sur un site dédié publié par Météo-France en novembre 2022.

## Urbanisme

### Typologie
Au 1er janvier 2024, Dissangis est catégorisée commune rurale à habitat dispersé, selon la nouvelle grille communale de densité à sept niveaux définie par l'Insee en 2022.
Elle est située hors unité urbaine. Par ailleurs la commune fait partie de l'aire d'attraction d'Avallon, dont elle est une commune de la couronne,. Cette aire, qui regroupe 74 communes, est catégorisée dans les aires de moins de 50 000 habitants,.

### Occupation des sols
L'occupation des sols de la commune, telle qu'elle ressort de la base de données européenne d’occupation biophysique des sols Corine Land Cover (CLC), est marquée par l'importance des territoires agricoles (72,1 % en 2018), une proportion identique à celle de 1990 (72,1 %). La répartition détaillée en 2018 est la suivante : 
terres arables (49 %), forêts (27,9 %), prairies (23 %), zones agricoles hétérogènes (0,1 %). L'évolution de l’occupation des sols de la commune et de ses infrastructures peut être observée sur les différentes représentations cartographiques du territoire : la carte de Cassini (XVIIIe siècle), la carte d'état-major (1820-1866) et les cartes ou photos aériennes de l'IGN pour la période actuelle (1950 à aujourd'hui).

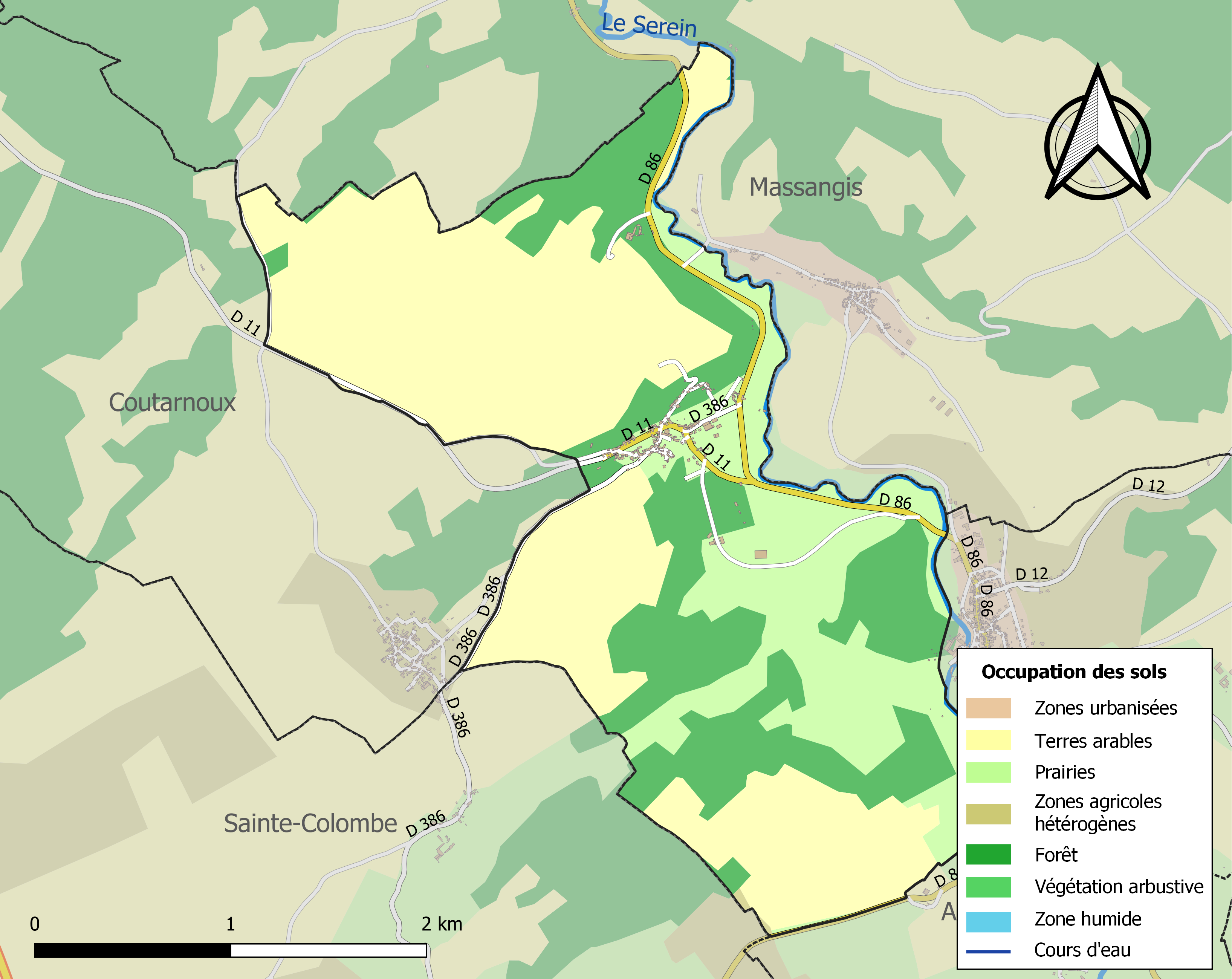
Carte des infrastructures et de l'occupation des sols de la commune en 2018 (CLC).

## Histoire
Disendiacum est attesté au XIe siècle.
Dissangis était à l'époque féodale un petit fief, dont les seigneurs portaient le nom. Plus tard, il fut rattaché aux terres de L'Isle.
Une inscription dans l'église fait état de George de Boursault, seigneur de Rochefort, mort le 8 novembre 1612.
De l'ancien château des seigneurs de Rochefort, il ne reste rien. Sur son emplacement fut construite une demeure, aux XVe siècle et XVIe siècle, devenue aujourd'hui une ferme.

## Politique et administration
| Période | Période  | Identité         | Étiquette | Qualité |
| ------- | -------- | ---------------- | --------- | ------- |
| 1959    | 1995     | Bernard Dondaine |           |         |
| 1995    | 1998     | Pierre Beekelaar |           |         |
| 1998    | 2014     | Guy Riotte       |           |         |
| 2014    | 2020     | Nathalie Bau     |           |         |
| 2020    | En cours | Florian Frayer   |           |         |

## Démographie
L'évolution du nombre d'habitants est connue à travers les recensements de la population effectués dans la commune depuis 1793. Pour les communes de moins de 10 000 habitants, une enquête de recensement portant sur toute la population est réalisée tous les cinq ans, les populations de référence des années intermédiaires étant quant à elles estimées par interpolation ou extrapolation. Pour la commune, le premier recensement exhaustif entrant dans le cadre du nouveau dispositif a été réalisé en 2007.

En 2022, la commune comptait 119 habitants, en évolution de −4,8 % par rapport à 2016 (Yonne : −1,95 %, France hors Mayotte : +2,11 %).
| 1793 | 1800 | 1806 | 1821 | 1831 | 1836 | 1841 | 1846 | 1851 |
| ---- | ---- | ---- | ---- | ---- | ---- | ---- | ---- | ---- |
| 261  | 292  | 325  | 326  | 379  | 342  | 354  | 346  | 321  |

| 1856 | 1861 | 1866 | 1872 | 1876 | 1881 | 1886 | 1891 | 1896 |
| ---- | ---- | ---- | ---- | ---- | ---- | ---- | ---- | ---- |
| 301  | 289  | 289  | 274  | 268  | 270  | 250  | 231  | 212  |

| 1901 | 1906 | 1911 | 1921 | 1926 | 1931 | 1936 | 1946 | 1954 |
| ---- | ---- | ---- | ---- | ---- | ---- | ---- | ---- | ---- |
| 218  | 266  | 218  | 183  | 213  | 242  | 189  | 189  | 156  |

| 1962 | 1968 | 1975 | 1982 | 1990 | 1999 | 2006 | 2007 | 2012 |
| ---- | ---- | ---- | ---- | ---- | ---- | ---- | ---- | ---- |
| 143  | 113  | 95   | 71   | 87   | 103  | 132  | 136  | 133  |

| 2017 | 2022 | - | - | - | - | - | - | - |
| ---- | ---- | - | - | - | - | - | - | - |
| 120  | 119  | - | - | - | - | - | - | - |

## Lieux et monuments
- Église Saint-Martin édifiée au XVIe siècle, à nef ogivale unique, précédée d'une petit porche à trois arcades du XVIe siècle, la porte date de la Renaissance. Une tour carrée surplombe la nef, surmontée d'un petit clocher. Une fresque sur le mur de la nef, du côté droit, représente saint Martin et saint Nicolas, avec les donateurs à genoux. La cloche date de 1697. Des cercueils en pierre ont été retrouvés dans le cimetière.
- Château de Rochefort XVe/XVIe (ferme).
- Lavoir avec une concrétion calcaire au centre.

## Pour approfondir